# Nurzec-Stacja (gemeente)
De gemeente Nurzec-Stacja is een landgemeente in het Poolse woiwodschap Podlachië, in powiat Siemiatycki.
De zetel van de gemeente is in Nurzec-Stacja.
Op 30 juni 2004 telde de gemeente 4571 inwoners.

## Oppervlakte gegevens
In 2002 bedroeg de totale oppervlakte van gemeente Nurzec-Stacja 214,96 km², waarvan:
- agrarisch gebied: 50%
- bossen: 43%

De gemeente beslaat 14,73% van de totale oppervlakte van de powiat.

## Demografie
Stand op 30 juni 2004:
| Omschrijving                   | Totaal | Totaal | Vrouwen | Vrouwen | Mannen | Mannen |
| ------------------------------ | ------ | ------ | ------- | ------- | ------ | ------ |
| eenheid                        | aantal | %      | aantal  | %       | aantal | %      |
| inwoners                       | 4571   | 100    | 2278    | 49,8    | 2293   | 50,2   |
| bevolkingsdichtheid (inw./km²) | 21,3   | 21,3   | 10,6    | 10,6    | 10,7   | 10,7   |

In 2002 bedroeg het gemiddelde inkomen per inwoner 1312,15 zł.

## Plaatsen
Anusin-Buszymszczyzna, Augustynka, Borysowszczyzna, Chanie-Chursy, Dąbrowa Leśna, Dwór, Gajówka, Grabarka, Grabarka-Klasztor, Klukowicze, Klukowicze-Kolonia, Litwinowicze, Moszczona Pańska, Nurczyk, Nurczyk-Kolonia, Nurzec, Nurzec-Kisielewo, Nurzec-Kolonia, Nurzec-Stacja, Piszczatka, Siemichocze, Sokóle, Stołbce, Sycze, Szumiłówka, Tartak, Telatycze, Tymianka, Wakułowicze, Werpol, Wólka Nurzecka, Wyczółki, Zabłocie, Zalesie, Żerczyce.

## Aangrenzende gemeenten
Czeremcha, Mielnik, Milejczyce, Siemiatycze. De gemeente grenst z Białorusią.